# Teichobiinae
Teichobiinae es una subfamilia de  lepidópteros glosados del clado Ditrysia perteneciente a la familia Tineidae.

## Géneros
- Dinochora
- Ectropoceros
- Psychoides